# Ronde van Guangxi 2017 (vrouwen)
Op de slotdag voor de mannen werd ook de eerste editie voor vrouwen verreden. Deze eendaagse wedstrijd op 1.1-niveau werd gewonnen door de Italiaanse Maria Vittoria Sperotto.

## Deelnemende ploegen
| UCI-teams           | UCI-teams                        | Nationale selecties |
| ------------------- | -------------------------------- | ------------------- |
| Aromitalia Vaiano   | Conceria Zabri-Fanini-Guerciotti | Filipijnen          |
| Astana Women's Team | Lares-Waowdeals                  | Hongkong            |
| BePink              | Minsk Cycling Club               | Maleisië            |
| BTC City Ljubljana  | Orica-Scott                      | Oostenrijk          |
| China Chongming-Liv | Wiggle High5                     | Roemenië            |
|                     |                                  | Singapore           |

## Uitslag
| Plaats  | Naam                    | Ploeg              | tijd     |
| ------- | ----------------------- | ------------------ | -------- |
| Winnaar | Maria Vittoria Sperotto | BePink             | 2u51'56" |
| 2       | Amy Cure                | Wiggle High5       | z.t.     |
| 3       | Lucy Garner             | Wiggle High5       | z.t.     |
| 4       | Jelena Erić             | BTC City Ljubljana | z.t.     |
| 5       | Mia Radotić             | BTC City Ljubljana | z.t.     |
| 6       | Sarah Inghelbrecht      | Lares-Waowdeals    | z.t.     |
| 7       | Xiao Juan Diao          | Hongkong           | z.t.     |
| 8       | Eugenia Bujak           | BTC City Ljubljana | z.t.     |
| 9       | Mieke Docx              | Lares-Waowdeals    | z.t.     |
| 10      | Kathrin Schweinberger   | Oostenrijk         | z.t.     |

Mannen: 2017 · 2018 · 2019 · 2020 · 2021 · 2022 · 2023 · 2024 · 2025
Vrouwen: 2017 · 2018 · 2019 · 2020 · 2021 · 2022 · 2023 · 2024 · 2025